# Techiman
Techiman   este un oraș  în  partea de vest a Ghanei,  în regiunea  Brong-Ahafo.